# فرانسيس ريتشارد مونسل
فرانسيس ريتشارد مونسل (بالإنجليزية: Francis Richard Maunsell)‏ (1929-1861م) دبلوماسي، عالم آثار هاوي، رسام خرائط، ضابط في الجيش البريطاني، خدم في المخابرات وتركز نشاطه في منطقة الشرق الأوسط من أواخر القرن التاسع عشر حتى أوائل القرن العشرين.

## السيرة
ولد مونسل في (14 فبراير 1861) بمدينة ليمريك وهو من أصل (إنجلو-أيرلندي).
درس في كلية شلتنهام إحدى كليات جامعة غلوستيرشير وبعدها التحق للدراسة في الأكاديمية العسكرية الملكية في (وولويتش Woolwich). بعد تخرجه من الأكاديمية تم تكليفه بالعمل كضابط صغير في سلاح المدفعية الملكية. وخلال عمله في هذا السلاح أظهر كفاءته وتميزه في مجال رسم الخرائط، فتم تكليفه عام (1885) برسم خرائط جبل طارق والأراضي المجاورة له. أعجب مسؤوليه بعمله فتم تعيينه للعمل في الإمبراطورية العثمانية، حيث كان البريطانيون حريصين على إيجاد مستكشف له قدرات متطورة بشكل كبير. فعين ملحقاً سياسياً لدى الدولة العثمانية ونتيجة عمله هذا استطاع التنقل والسفر داخل اراضي ومناطق هذه الإمبراطورية حيث زار بلاد الرافدين، وكردستان، وبلاد فارس، ولورستان وقد قام بكتابة التقارير والملاحظات وجمع البيانات المهمة عن سكان تلك المناطق وكذلك عن مؤسسات الدولة، بقي على هذا المنوال حتى عام (1892) حيث تم تزويده بمعدات مسح ورسم خرائط، فبدأ برسم خرائط أكثر دقة وجدية. بقي مونسل في شرق تركيا حتى عام (1905). وفي هذا الوقت ارسل إلى مقدونيا كضابط ركن حيث عمل هناك من (1907-1910)، وعن إهتمامه بالآثار فيشير إليه سيسل إدموندز في كتابه:كرد، وترك، وعرب فيقول ان مونسل شاهد منحوتة دربند رامكان في جبال شمال العراق. عاد مونسل إلى لندن ليعمل مديراً للإستخبارات العسكرية. وعندما إندلعت الحرب العالمية الأولى عام (1914) أصبح مستشاراً لجهاز الإستخبارات العسكرية (ام آي تو MI2) التابع إلى مكتب الحرب، وقسم المخابرات العسكرية المكلف بالإستخبارات الجغرافية عن الإمبراطورية العثمانية، قد إستفاد من البيانات التي جمعها وقدمها مونسل حيث كانت مساهمات مونسل كرسام خرائط مهمة. وفي ثلاثينيات القرن العشرين كانت معظم الخرائط التي رسمها قد فقدت أو اتلفت أو دمرت عندما تم تطهير مكتب الوثائق العسكرية من قبل مكتب الإستخبارات البريطاني. يبدو ان مونسل قد واجه ظروف وأوقات صعبة وعصيبة في أواخر حياته.

## وفاته
توفي العقيد فرانسيس ريتشارد مونسل في (11سبتمبر 1929م).

## مؤلفاته
- تقرير عسكري عن شرق تركيا في آسيا (Military Report on Eastern Turkey in Asia).[4]

- جغرافية شرق تركيا في آسيا (The Geography of Eastern Turkey in Asia).[5]